# Уаймен, Билл
Билл Уаймен (англ. Bill Wyman, настоящее имя Уильям Джордж Перкс, англ. William George Perks; род. 24 октября 1936) — британский бас-гитарист, участник группы The Rolling Stones с момента её создания в 1962 до 1993 года. С 1997 года выступает с собственной группой Bill Wyman's Rhythm Kings.
Уаймен ведёт дневник с тех пор, как был ещё ребёнком — со времён Второй мировой войны. Эти записи оказались очень полезны для него при написании семи книг, проданных в количестве 2 миллионов экземпляров. Любовь к искусству поспособствовала мастерству в фотографии, которое было оценено в мировых галереях.Также интересно, что отсутствие средств в ранние годы привело Уаймена к созданию и конструированию собственной безладовой бас-гитары. Билл — археолог-любитель и наслаждается старинными предметами; по этому поводу газета «Таймс» опубликовала статью о его хобби (в пятницу, 2 марта 2007). Билл также разработал и продаёт свои именные модели металлодетекторов, которые он использовал, чтобы найти реликвии, начиная с эпохи Римской империи, в английской сельской местности. Он владеет несколькими заведениями, включая известное кафе «Стики Фингерс» (Sticky Fingers), рок-н-рольное бистро.
В 2020 году журнал Rolling Stone поместил Уаймена на 23-е место в списке 50 величайших басистов всех времён.

## Дискография
Сольные альбомы
- 1974 — Monkey Grip (UK #39 [1 wk], US #99 [11 wks])
- 1976 — Stone Alone (US #166 [5 wks])
- 1982 — Bill Wyman (UK #55 [6 wks])
- 1985 — Willie & The Poor Boys (US #96 [12 wks])
- 1992 — Stuff (October 1992 in Japan and Argentina only, 2000 UK)
- 2002 — A Stone Alone: The Solo Anthology 1974—2002 (UK)
- 2015 — Back To Basics
- 2024 — Drive My Car

Bill Wyman’s Rhythm Kings
- Struttin' Our Stuff (October 1997)
- Anyway The Wind Blows (February 1999)
- Groovin' (May 2000) UK #52 [3 wks]
- Double Bill (May 2001) UK #88 [2 wks]
- Just For A Thrill (May 2004) UK #149 [1 wk]

 Синглы 
- (Si, Si) Je Suis Un Rock Star (July 1981) UK #14 [9 wks]
- A New Fashion (March 1982) UK #37 [4 wks]
- Baby Please Don’t Go (June 1985) US Mainstream Rock #35 [7 wks]